# Huécar
El río Huécar es un río del este de España de unos 14 km de longitud, afluente por la izquierda del Júcar. Su cuenca se extiende por la provincia de Cuenca, en la comunidad autónoma de Castilla-La Mancha. 

## Descripción
Nace en los municipios de conquenses de Buenache de la Sierra y Palomera. A su paso por la ciudad de Cuenca y prácticamente a lo largo de todo su curso ha formado la hoz del Huécar, garganta de unos cien metros de profundidad sobre la que se sitúan las Casas Colgadas.
A principios del siglo XX provocó varios desbordamientos, por lo que a mediados del mismo se procedió a encauzar su último kilómetro, ya que es el que discurre dentro de la ciudad de Cuenca. Su última gran crecida tuvo lugar en 1972, inundando las huertas cercanas a la capital. Desde el invierno de 1994 a 1995, cuando se tuvo que activar la alerta por posible desbordamiento de sus aguas, no ha vuelto a amenazar con sobrepasar dicho cauce, llegando incluso a producirse un acusado estiaje en los meses de verano. Es por esto que, para mantener con agua su recorrido urbano, se haya utilizado un túnel excavado en roca caliza y que cruza bajo el casco histórico de la ciudad para trasvasar agua desde el río Júcar, al cual la devuelve en su desembocadura 1 km más adelante. El túnel vierte las aguas mediante una cascada artificial situada bajo las Casas Colgadas. En 2009 permaneció seco, exceptuando el tramo mantenido artificialmente, desde finales de primavera hasta los últimos días del año. En 2010 se mantuvo con agua durante todo el verano, algo que no sucedía desde hacía más de un lustro.
Aparece descrito en el noveno volumen del Diccionario geográfico-estadístico-histórico de España y sus posesiones de Ultramar de Pascual Madoz de la siguiente manera:

HUECAR: r. en la prov. y part. jud. de Cuenca; nace á 1/2 leg. escasa del Palomera en el sitio llamado la Hoz, sigue por los Molinos de papel, riega las hermosas huertas que se hallan en sus márgenes, y pasando por entre la c. de Cuenca y sus arrabales se incorpora al Jucar á la salida de la poblacion: en su curso, que es de 2 leg. de E. á O., tiene varios puentes insignificantes hasta llegar á la c., donde tiene el magnífico de San Pablo, y otros 3 que ponen en comunicación las calles de la c. con las de los arrabales. En sus márgenes hay muchas huertas, que son las que forman la Hoz de su nombre ó de Cuenca. (V.)
(Madoz, 1847, p. 256)